# Ludwig Flamm
Ludwig Flamm  (Viena, 29 de janeiro de 1885 — 4 de dezembro de 1964) foi um físico austríaco.

## Vida
Ludwig Flamm estudou física na Universidade de Viena com doutorado orientado por Friedrich Hasenöhrl em 1909 com a tese Eigentliche Wellensysteme. Foi depois assistente de Gustav Jäger na Universidade Técnica de Viena. Em 1916 obteve a habilitação na Universidade de Viena e o "venia legendi" (permissão para lecionar) na Universidade Técnica de Viena, sendo em 1919 professor extraordinário. De 1922 a 1956 foi professor ordinário e diretor de física da Universidade Técnica de Viena, decano em 1929–1931 e reitor em 1930-31.
Em 1928 foi membro correspondente e a partir de 1940 membro efetivo da Academia de Ciências da Áustria.
Ludwig Flamm casou com Elsa, a filha mais jovem de Ludwig Boltzmann. Seu filho Dieter Flamm foi desde 1973 professor do Instituto de Física Teórica da Universidade de Viena.

## Algumas condecorações
- 1961: Condecoração Austríaca de Ciência e Arte
- 1963: Prêmio Erwin Schrödinger[3]
- Em Simmering, 11º distrito de Viena, o Flammweg foi batizado em sua homenagem.

## Trabalho
Ludwig Flamm trabalhou em diversas áreas da física teórica, como por exemplo gravitação, mecânica ondulatória de Schrödinger, relatividade geral, métrica de Schwarzschild (paraboloide de Flamm), e descreveu em 1916 pela primeira vez soluções às ligações teóricas, os denominados buracos de minhoca do espaço-tempo.

## Obras
- Die neuen Anschauungen über Raum und Zeit. Das Relativitäts-Prinzip. Braumüller, Wien 1915.
- Einiges über den Bau des Atoms. Braumüller, Wien 1916.
- Beiträge zur Einsteinschen Gravitationstheorie. Hirzel, Leipzig 1916.
- Die Grundlagen der Wellenmechanik. In: Physikalische Zeitschrift 27 p. 600–617, 1926.
- Die grundlegenden Vorstellungen der Wellenmechanik. In: Elektrotechnik und Maschinenbau. 51. 1933, 30. Mally, Wien 1933.
- Algebraische Elektrodynamik. In: Sitzungsberichte der Akademie der Wissenschaften in Wien. Math.-nat. Klasse 2a, 144. Hölder-Pichler-Tempsky, Wien 1935.
- Der Mechanismus elektromagnetischer Wellen. In: Sitzungsberichte der Akademie der Wissenschaften in Wien. Math.-nat. Kl. Abt. 2a, Bd. 134, 1954, H. 1–10. Springer, Wien 1945.
- Die Linienmechanik der elektrischen Feldmaterie. In: Sitzungsberichte der Akademie der Wissenschaften in Wien. Math.-nat. Kl. Abt. 2a, Bd. 155. 1947, H. 7–8. Springer, Wien 1947.
- Zum 50. Todestag Ludwig Boltzmann. Physikalische Blätter 12, 9 p. 408–411, 1956.